# LCG 엔터테인먼트
법인 LCG 엔터테인먼트(상호: 텔테일 게임즈)는 미국의 비디오 게임 배급사이다. 2018년 10월 본래의 텔테일 게임즈 회사가 파산신청을 하고 판매한 자산을 인수해 설립된 회사이다. LCG 엔터테인먼트는 텔테일의 지적 자산 대부분을 매입해, 2019년 8월부터 텔테일 게임즈 브랜드를 복귀시켜 운영하고 있다.

## 역사

### 배급
2019년 2월, 신 텔테일 게임즈는 《배트맨: 더 텔테일 시리즈》와 《배트맨: 디 에너미 위딘》에 느와르풍 필터 등 변경점이 담긴 '섀도스 에디션 (Shadows Edition)'을 출시했다.

## 참조

### 내용주
1. ↑  영어: LCG Entertainment, Inc.
2. ↑  영어: Telltale Games